# Gliese 3470
Gliese 3470 är en ensam stjärna i mellersta delen av stjärnbilden Kräftan. Den skenbar magnitud av ca 12,33 och kräver ett kraftfullt teleskop för att kunna observeras. Baserat på parallaxmätning inom Hipparcosuppdraget på ca 34,0 mas, beräknas den befinna sig på ett avstånd på ca 96 ljusår (ca 30 parsek) från solen. Den rör sig bort från solen med en heliocentrisk radialhastighet på ca 26 km/s.

## Egenskaper
Gliese 3470 är en röd dvärgstjärna i huvudserien av spektralklass M2.0 Ve. Den har en massa som är ca 0,54 solmassa, en radie som är ca 0,55 solradie och har en effektiv temperatur av ca 3 600 K. Stjärnan visar stark stjärnfläcksaktivitet med bland annat tre ultravioletta flares observerade under 2021.

## Planetsystem
Minst en exoplanet har upptäckts som kretsar på ett avstånd av 0,031 astronomiska enheter. Exoplaneten, som kallas GJ 3470 b, är en minineptunus med en omloppstid på 3,3 dygn.
I juli 2020 rapporterade en grupp amatörastronomer om en ny tänkbar exoplanet, som antas vara lika stor som Saturnus och inne i systemets beboeliga zon, tillsammans med tolv preliminära transiter från ännu inte karakteriserade exoplaneter kring samma stjärna. Om det bekräftas, skulle GJ 3470 c bli den andra exoplaneten som upptäckts av amatörastronomer, efter KPS-1b, en exoplanet som upptäckts av Ural State Technical University med hjälp av amatördata.
| Planet         | Massa          | Halv storaxel (AE) | Siderisk omloppstid (d)        | Excentricitet | Inklination   | Radie           |
| -------------- | -------------- | ------------------ | ------------------------------ | ------------- | ------------- | --------------- |
| b              | 12,57 ± 1,3 M🜨 | 0,31               | 3,3366487 +0,0000043−0,0000033 | 0,114 ± 0,052 | 88,88 ± 0,45° | 4,199 ± 0,58 R🜨 |
| c (obekräftad) | -              | 0,25 ± 0,111       | 66                             | -             | -             | 9,2 R🜨          |